# Onthophagus hissariensis
Onthophagus hissariensis är en skalbaggsart som beskrevs av Kabakov 2006. Onthophagus hissariensis ingår i släktet Onthophagus och familjen bladhorningar. Inga underarter finns listade i Catalogue of Life.